# Hugo von Strauß und Torney

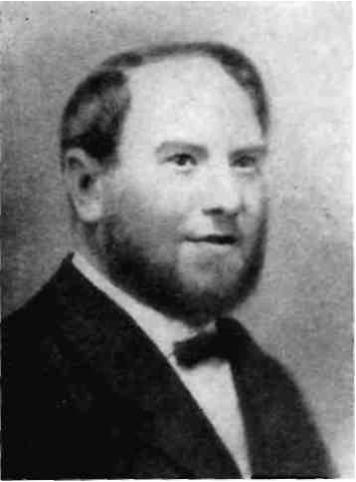
Hugo von Strauß und Torney

Hugo Karl Klemens Strauß, ab 1852 von Strauß, ab 1872 von Strauß und Torney (*  13. Januar 1837 in Bückeburg, Fürstentum Schaumburg-Lippe, heute Niedersachsen; † 25. August 1919 in Berlin), war ein preußischer Landrat, Polizeipräsident, Verwaltungsgerichtsdirektor und Senatspräsident am Oberverwaltungsgericht in Berlin.

## Familie
Er entstammte einer alten hannoverschen Familie, die mit dem Pfarrer Georg Burchard Strauß (um 1584–1632) in Rethmar bei Lehrte in Hannover erstmals urkundlich genannt ist, und war der Sohn des konservativen Dichters, Forschers und Theologen Viktor Strauß (1809–1899), schaumburg-lippescher Gesandter und Minister sowie Ehrenbürger der Stadt Dresden, der am 2. Juni 1852 mit Diplom vom 20. August 1852 in Wien in den österreichischen Adelsstand erhoben wurde, und von Albertine von Torney (1814–1905), Letzte ihrer Familie.
Strauß heiratete am 18. September 1862 in Kassel Hortense Prätorius (* 29. November 1839 in Buitenzorg, Java, Niederländisch-Indien; † 12. Oktober 1898 in Berlin), die Tochter des niederländischen Direktors der Kultur in Surabaya (Java) und der Antoinette Kulenkamp-Lemmers.
Während Hugo von Strauß bereits am 19. Februar 1872 in Berlin die Genehmigung zur preußischen Namen- und Wappenvereinigung mit dem der mütterlichen Familie von Torney erhielt, erhielten sein Vater Viktor von Strauß sowie seine Brüder Albert und Lothar die entsprechende schaumburg-lippesche Genehmigung erst am 15. Mai 1872 in Bückeburg.

## Leben
Während seines Studiums wurde er 1858 Mitglied der Schwarzburgbund-Verbindung Burschenschaft Germania Göttingen, damals noch im Wingolfsbund. Ebenso war er Mitglied des Erlanger und Berliner Wingolf.
Am 23. Dezember 1865 wurde Strauß zum Regierungsassessor ernannt und arbeitete zunächst in Trier. 1866 wurde er kommissarischer Landrat des Landkreises St. Wendel, bevor er im selben Jahr zur Regierung nach Wiesbaden kam. 1868 wurde er, wiederum nachdem er zunächst kommissarischer Landrat des Kreises Biedenkopf gewesen war, dessen erster preußischer Landrat.
Im Jahr 1871 wurde er Polizeidirektor, dann Polizeipräsident von Wiesbaden und 1887 Verwaltungsgerichtsdirektor in Merseburg. Eine Reichstagskandidatur 1881 im Reichstagswahlkreis Regierungsbezirk Wiesbaden 1 war nicht erfolgreich. Ab 1890 war er am Oberverwaltungsgericht in Berlin beschäftigt, wo er auch Senatspräsident wurde. 1919 starb er in seinem Arbeitszimmer in Berlin.
Der Jurist Strauß war D. theol. der Universität Erlangen und erhielt die Ehrendoktorwürde der medizinischen Fakultät der Universität Leipzig. Er war königlich preußischer Wirklicher Geheimrat und Rechtsritter des Johanniterordens.
Er schrieb den Kommentar zum preußischen Fluchtliniengesetz von 1875.
1882 war er eines der Gründungsmitglieder der Sektion Wiesbaden des Deutschen und Österreichischen Alpenvereins und bis 1883 deren 1. Vorsitzender.
In sozialer Hinsicht engagierte er sich für den Deutschen Jung-Helfer-Bund.